# Hercostomus ovchinnikovae
Hercostomus ovchinnikovae är en tvåvingeart som beskrevs av Grichanov 1999. Hercostomus ovchinnikovae ingår i släktet Hercostomus och familjen styltflugor.
Artens utbredningsområde är Kongo-Kinshasa. Inga underarter finns listade i Catalogue of Life.